# Siger de Brabant
Siger de Brabant (Sigerus, Sighier, Sigieri o Sygerius de Brabantia; castellanizado Sigerio de Brabante; Ducado de Brabante, c. 1240 - Orvieto, 10 de noviembre de 1285) fue un filósofo escolástico que junto con Boecio de Dacia es uno de los máximos representantes del llamado averroísmo latino o aristotelismo radical.

## Vida
Seguramente proveniente de la región de Brabante (ca. 1225), estudió en la Facultad de Artes entre 1255 y 1257. Militaba en el partido "Nación Picarda", del que, quizá, fue uno de los fundadores. Pertenecía al clero secular, canónigo en San Martín de Lieja y fue profesor en la universidad de París, en la Facultad de Artes. Su espíritu era subversivo, siendo el principal exponente del movimiento aristotélico radical. Al ser defensor del averroísmo, fue uno de los más destacados intelectuales censurados por el obispo Stephanus Tempier en 1277, cuando fueron condenadas por la jerarquía religiosa 219 tesis subversivas enseñadas en la Sorbona.
Se quemaron públicamente libros de Avicena, Averroes y otros averroístas, así como obras de Tomás de Aquino y Sigerio. Este último, al que, junto a Avicena y Averroes, habían nombrado en las condenas, vio cómo quemaban sus libros en la calle.
Poco después de la muerte de Tomás de Aquino, el 23 de noviembre de 1276, citaron a Sigerio ante el inquisidor de Francia, Simon du Val. Poco tiempo de aquello, Tempier el 7 de marzo de 1277 condena 219 tesis filosóficas aristotélicas, defendidas algunas por Siger de Brabant y los maestros averroístas de la Facultad de Artes de la Universidad de París como Boecio de Dacia. Al haber sido acusado de herejía, Sigerio se fue de París.
Huyendo al parecer de la Inquisición, buscó refugio cerca del Papa en Orvieto. Sigerio murió unos años más tarde (ca. 1282, fue dado por muerto, según consta en una carta de Jean Peckam el 10 de noviembre de 1284), apuñalado por su secretario presa de un ataque de locura. 

## Pensamiento

### Relación entre fe y razón

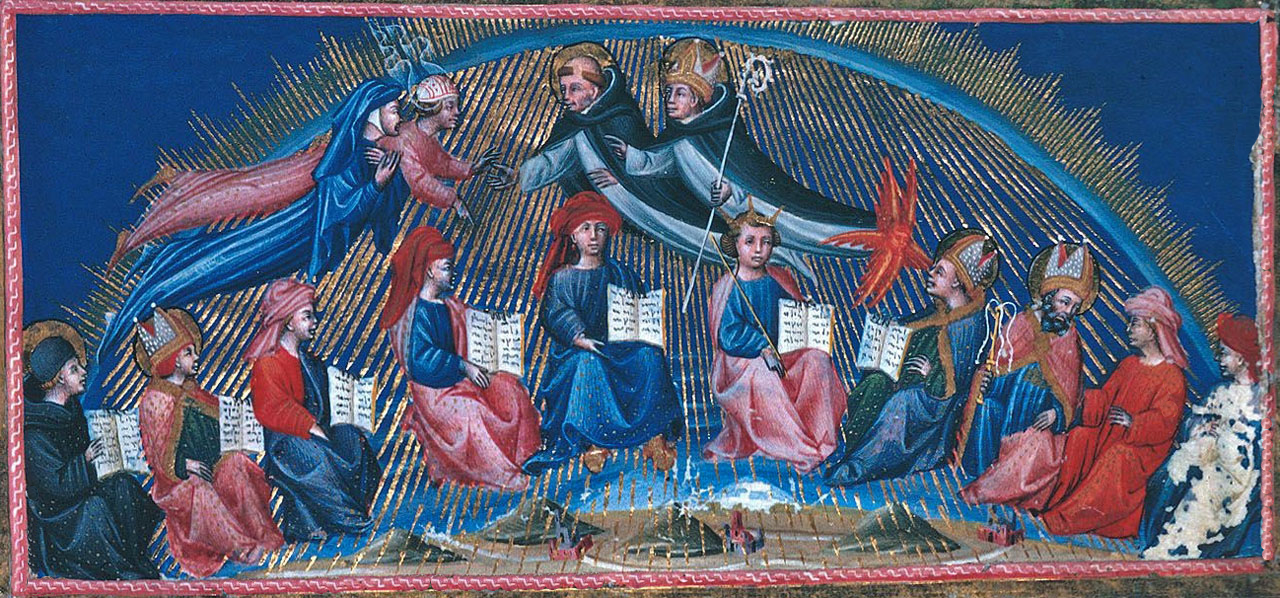
Miniatura representando el cuarto círculo del Paraíso de Dante. Sigerio es el segundo por la derecha.

La reflexión filosófica de Siger de Brabant se inscribe en el contexto de la integración de los textos de Aristóteles dentro del pensamiento teológico del Occidente medieval. En sus comentarios sobre Aristóteles, desarrolló las consecuencias del pensamiento de este filósofo, y tomó la decisión de atenerse solo a la cuestión filosófica:

"Investigamos aquí solamente la opinión de los filósofos, y en particular la de Aristóteles, aunque el Filósofo haya pensado de modo diferente a la verdad y la sabiduría sobre el alma que recibimos por revelación, que está más allá de la razón natural. Porque no tratamos ahora de los milagros de Dios, sino que hablamos sobre las cosas naturales de modo natural".
Siger de Brabante. De anima intellectiva (1274), III, 36 [ed. de Louvain Publications Universitaires, 1972, pp. 83-84]

Para Siger la verdad es una cuestión reservada a la fe católica. La razón y la fe son dos órdenes distintas, una es natural, y la otra sobrenatural y cierta. Por medio de este razonamiento conocemos el orden natural (que es también el orden de las consecuencias lógicas), y por medio de la revelación conocemos la segunda. 
Esta defensa de Aristóteles fue lo que le llevó a ser condenado, pero no se puede afirmar que mantuvo la teoría de la doble verdad, ya que defendió el principio de no contradicción y afirmó que en caso de contradicción debe darse preferencia a la fe sobre la razón. Hay temas que están fuera de las capacidades de la razón, con lo que sostiene una diferencia entre la filosofía y la teología.

"Como un filósofo, sin importar lo grande que sea, puede errar en muchos puntos, uno no debe negar la fe católica por culpa de un argumento filosófico, incluso en el caso de que no sepa cómo refutarlo".
Siger de Brabante. Quaestiones in Metaphysicam, III, q. 27, comment., (20) - (25) [ed. de Louvain-Paris, 1948, p. 140]

### Problema de los universales
En el problema de los universales, defiende que el universal es un concepto que se adquiere a partir de la abstracción de lo particular. Su fundamento reside en la naturaleza de las cosas que queda reflejado en los juicios.[cita requerida]

### Filosofía natural
Para Siger existe en el orden cósmico una serie de cadenas causales, determinadas por el movimiento de los astros. Esta doctrina extraída del pensamiento árabe, más bien, del pensador Avicena, que hace una lectura e interpretación de la doctrina aristotélica.[cita requerida] Asimismo al igua que Santo Tomás, Siger rechaza las tesis filosóficas de la eternidad y finitud temporal del mundo, siendo esta última aceptada por fe.

"Aquí termina nuestro tratado sobre cierto argumento [...] por el cual algunos piensan haber demostrado que el mundo tuvo un inicio. En realidad, ni esto ni su contrario son demostrables; que tuvo un inicio debe aceptarse por fe".
Siger de Brabante.  De aeternitate mundi (1271-2), IV, 79-83 [ed. de Louvain Publications Universitaires, 1972, p. 136]

### Intelecto agente
Dos intelectos postula el pensador en su sistema gnoseológico-antropológico, uno pasivo y otro agente. El intelecto agente hará posible la actualización al percibir los objetos, éste es único para todos los humanos. El intelecto pasivo es el particular, el que posee cada hombre. Sigerio se aparta del monopsiquismo averroista porque contradice las doctrinas de la iglesia católica. 

"La cuestión de si el alma intelectiva se multiplica por la multiplicación de los cuerpos humanos debe estudiarse atentamente en cuanto atañe al Filósofo y en cuanto puede ser comprendida por la razón y la experiencia humanas, investigando lo que sostienen los filósofos en vez de la verdad, para proceder filosóficamente".
Siger de Brabante. De anima intellectiva (1274), VII, 74 [ed. de Louvain Publications Universitaires, 1972, p. 101] 

"Algunos explican a Aristóteles como si hubiera dicho que el intelecto es uno para todos los hombres; otros lo explican de otra manera. Pensase lo que pensase, hombre fue y errar pudo: se debe sostener firmemente que el intelecto se multiplica en los seres humanos".
Siger de Brabante. Quaestiones super Librum de Causis (1272-6), q. 27, 248-252 [ed. de Louvain-Paris, 1972, p. 115]

El hombre, al parecer sometido a un determinismo de las orbes -los planetas, que generan órbitas-, no tendría libertad en sus actos. Pero esto no es así, ya que la facultad superior del ser humano es el intelecto. Éste, que actúa sin un órgano corpóreo, escapa de la materialidad y hará posible el acto libre, en el sentido que tiene la posibilidad de rechazo al deseo producido por los sensibles, por los objetos materiales del mundo -mundus-. Gracias al intelecto el hombre se diferencia de los animales, ya que posee el juicio indeterminado y éstos siguen "las reglas de la naturaleza". De no estar dotado el hombre del intelecto, o bien, si se dejara llevar, actuando, por los apetitos volitivos no podría, jamás, actuar libremente.
Este intelecto es la posibilidad de desarrollar las virtudes, mediante el studium, el esfuerzo y ejercicio racional. Para dirigirse hacia una felicidad posible en este mundo terrenal, una felicidad natural -esta idea será aceptada por los teólogos pelagianos pero rechazada por muchos otros teólogos, ya que para la teología es cierto que se requiere el esfuerzo y el ejercicio racional, pero también la ayuda de la gracia para encontrar la beatitudo (es como pretender crecer siendo bebés, solos y sin ayuda de su madre o padre).[cita requerida]

### Teología
Siger de Brabante interpreta Dios como intelecto agente. En cuanto a la teología moral, reduce la moral eudemonista, en búsqueda de la felicidad, hacia la teología: la felicidad se identifica con Dios, de forma que se intenta sintetizar el aristotelismo con la teología cristiana.[cita requerida] En política sostuvo que las buenas leyes eran mejores que los buenos gobernantes y criticó la infalibilidad papal en los asuntos temporales.[cita requerida]

## Influencia

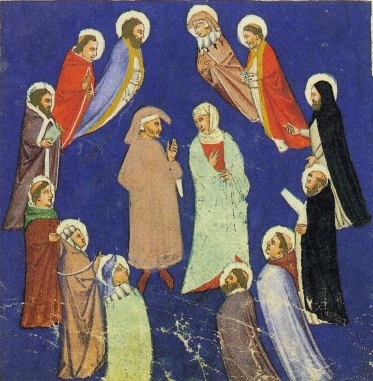
Dante y Beatriz en el Paraíso. Siger de Brabant se representa con una capa roja, arriba a la derecha.

La importancia de Sigero en la filosofía radica en su aceptación del averroismo en su totalidad, lo que atrajo a él la oposición de Alberto Magno y Tomás de Aquino. El tratado de santo Tomás de Aquino sobre la unidad del intelecto (De unitate intellectus contra Averroistas) surge en respuesta al texto estudiado de Siger de Brabante que es considerado como su principal obra.
En La Divina Comedia de Dante Alighieri , Sigero de Brabante se encuentra en la Cuarta Esfera del Paraíso por ser un ejemplo positivo de Prudencia, Justicia, Templanza y Fortaleza.

“De ese por quién tu pregunta aguardo
De un espíritu son claridades
Que con grave pesar morir vio tardo:
De Sigerio es la luz, en las edades
Que en la calle de Fuarre, como es fama,
Silogismo entre envidias sus verdades”
Divina Commedia: Paradiso, X,136.

## Obras
Se le atribuyen seis obras que fueron publicadas bajo su nombre por Pierre Mandonnet en 1899. Los títulos de estos tratados son:
- 1265 : Sentencia super Quartum Meteorum
- 1265/1270 : Sophisma: omnis homo de necessitate est animal
- 1270 : Quaestionnes in Physicam
- 1271/1272 : Tractatus de aeternitare mundi
- 1272 : Impossibilia
- 1273 : Quaestionnes in tertium de anima
- ca. 1273 : Quaestiones super Metaphysicam
- 1273/1274 : De anima intellectiva
- 1274 : Quæstiones morales
- ca. 1275 : Quaestiones super librum de causis